# Nothomiza lycauges
Nothomiza lycauges là một loài bướm đêm trong họ Geometridae.